# Плей-оф Світової групи Кубка Федерації 2009
Плей-оф Світової групи 2009 — жіночі тенісні матчі між чотирма збірними, що програли в першому раунді змагань Світової групи, і чотирма збірними, що перемогли в матчах Світової групи II. Збірні, що перемогли в цих матчах, одержали право на участь у змаганнях Світової групи 2010, а ті, що зазнали поразки, долучилися до Світової групи II 2010.

## Іспанія — Сербія
| Іспанія ESP 0 | Club de Tennis Lleida, Льєйда (Іспанія) 25–26 квітня 2009 Червоний ґрунт (відкритий) | Club de Tennis Lleida, Льєйда (Іспанія) 25–26 квітня 2009 Червоний ґрунт (відкритий) | Сербія SER 4 |     |      |          |
| \| \| \| \| 1 \| 2 \| 3 \| \| \| - \| -------------- \| ------------------------------------------------------------------------------- \| --- \| --- \| ---- \| -------- \| \| 1 \| Іспанія Сербія \| Марія Хосе Мартінес Санчес Єлена Янкович \| 3 6 \| 4 6 \| \| \| \| 2 \| Іспанія Сербія \| Анабель Медіна Гаррігес Ана Іванович \| 6 3 \| 1 6 \| 2 6 \| \| \| 3 \| Іспанія Сербія \| Анабель Медіна Гаррігес Єлена Янкович \| 3 6 \| 6 3 \| 3 6 \| \| \| 4 \| Іспанія Сербія \| Марія Хосе Мартінес Санчес Ана Йованович \| 6 3 \| 3 6 \| 60 7 \| \| \| 5 \| Іспанія Сербія \| Лурдес Домінгес Ліно / Нурія Льягостера Вівес Ана Йованович / Александра Крунич \| \| \| \| не грали \| |                                                                                      |                                                                                      |              |     |      |          |
| |                                                                                      |                                                                                      | 1            | 2   | 3    |          |
| 1 | Іспанія Сербія                                                                       | Марія Хосе Мартінес Санчес Єлена Янкович                                             | 3 6          | 4 6 |      |          |
| 2 | Іспанія Сербія                                                                       | Анабель Медіна Гаррігес Ана Іванович                                                 | 6 3          | 1 6 | 2 6  |          |
| 3 | Іспанія Сербія                                                                       | Анабель Медіна Гаррігес Єлена Янкович                                                | 3 6          | 6 3 | 3 6  |          |
| 4 | Іспанія Сербія                                                                       | Марія Хосе Мартінес Санчес Ана Йованович                                             | 6 3          | 3 6 | 60 7 |          |
| 5 | Іспанія Сербія                                                                       | Лурдес Домінгес Ліно / Нурія Льягостера Вівес Ана Йованович / Александра Крунич      |              |     |      | не грали |

## Франція — Словаччина
| Франція FRA 3 | Palais des Sports, Лімож (Франція) 25–26 квітня 2009 Червоний ґрунт (закритий) | Palais des Sports, Лімож (Франція) 25–26 квітня 2009 Червоний ґрунт (закритий) | Словаччина SVK 2 |     |     |  |
| \| \| \| \| 1 \| 2 \| 3 \| \| \| - \| ------------------ \| ------------------------------------------------------------------ \| ---- \| --- \| --- \| \| \| 1 \| Франція Словаччина \| Алізе Корне Даніела Гантухова \| 7 62 \| 3 6 \| 4 6 \| \| \| 2 \| Франція Словаччина \| Амелі Моресмо Домініка Цібулкова \| 4 6 \| 6 2 \| 6 3 \| \| \| 3 \| Франція Словаччина \| Алізе Корне Домініка Цібулкова \| 2 6 \| 7 5 \| 4 6 \| \| \| 4 \| Франція Словаччина \| Амелі Моресмо Даніела Гантухова \| 7 5 \| 6 4 \| \| \| \| 5 \| Франція Словаччина \| Наталі Деші / Амелі Моресмо Домініка Цібулкова / Даніела Гантухова \| 4 6 \| 6 1 \| 6 4 \| \| |                                                                                |                                                                                |                  |     |     |  |
| |                                                                                |                                                                                | 1                | 2   | 3   |  |
| 1 | Франція Словаччина                                                             | Алізе Корне Даніела Гантухова                                                  | 7 62             | 3 6 | 4 6 |  |
| 2 | Франція Словаччина                                                             | Амелі Моресмо Домініка Цібулкова                                               | 4 6              | 6 2 | 6 3 |  |
| 3 | Франція Словаччина                                                             | Алізе Корне Домініка Цібулкова                                                 | 2 6              | 7 5 | 4 6 |  |
| 4 | Франція Словаччина                                                             | Амелі Моресмо Даніела Гантухова                                                | 7 5              | 6 4 |     |  |
| 5 | Франція Словаччина                                                             | Наталі Деші / Амелі Моресмо Домініка Цібулкова / Даніела Гантухова             | 4 6              | 6 1 | 6 4 |  |

## Німеччина — Китай
| Німеччина GER 3 | Frankfurter TC 1914 Palmengarten, Руперт Губер (Німеччина) 25–26 квітня 2009 Червоний ґрунт (відкритий) | Frankfurter TC 1914 Palmengarten, Руперт Губер (Німеччина) 25–26 квітня 2009 Червоний ґрунт (відкритий) | КНР CHN 2 |     |     |  |
| \| \| \| \| 1 \| 2 \| 3 \| \| \| - \| ------------- \| --------------------------------------------------------- \| --- \| --- \| --- \| \| \| 1 \| Німеччина КНР \| Сабіне Лісіцкі Чжен Цзє \| 6 4 \| 2 6 \| 6 4 \| \| \| 2 \| Німеччина КНР \| Анна-Лена Гренефельд Пен Шуай \| 4 6 \| 6 4 \| 6 2 \| \| \| 3 \| Німеччина КНР \| Анна-Лена Гренефельд Чжен Цзє \| 5 7 \| 4 6 \| \| \| \| 4 \| Німеччина КНР \| Татьяна Малек Пен Шуай \| 2 6 \| 6 2 \| 5 7 \| \| \| 5 \| Німеччина КНР \| Анна-Лена Гренефельд / Сабіне Лісіцкі Пен Шуай / Чжен Цзє \| 4 6 \| 7 5 \| 6 2 \| \| | | |           |     |     |  |
| | | | 1         | 2   | 3   |  |
| 1 | Німеччина КНР                                                                                           | Сабіне Лісіцкі Чжен Цзє                                                                                 | 6 4       | 2 6 | 6 4 |  |
| 2 | Німеччина КНР                                                                                           | Анна-Лена Гренефельд Пен Шуай                                                                           | 4 6       | 6 4 | 6 2 |  |
| 3 | Німеччина КНР                                                                                           | Анна-Лена Гренефельд Чжен Цзє                                                                           | 5 7       | 4 6 |     |  |
| 4 | Німеччина КНР                                                                                           | Татьяна Малек Пен Шуай                                                                                  | 2 6       | 6 2 | 5 7 |  |
| 5 | Німеччина КНР                                                                                           | Анна-Лена Гренефельд / Сабіне Лісіцкі Пен Шуай / Чжен Цзє                                               | 4 6       | 7 5 | 6 2 |  |

## Аргентина — Україна
| Аргентина ARG 0 | Club Nautico Mar del Plata, Мар-дель-Плата (Аргентина) 25–26 квітня 2009 Червоний ґрунт (відкритий) | Club Nautico Mar del Plata, Мар-дель-Плата (Аргентина) 25–26 квітня 2009 Червоний ґрунт (відкритий) | Україна UKR 5 |     |     |  |
| \| \| \| \| 1 \| 2 \| 3 \| \| \| - \| ----------------- \| ------------------------------------------------------------- \| --- \| --- \| --- \| \| \| 1 \| Аргентина Україна \| Хорхеліна Краверо Марія Коритцева \| 6 4 \| 5 7 \| 2 6 \| \| \| 2 \| Аргентина Україна \| Марія Ірігоєн Альона Бондаренко \| 3 6 \| 3 6 \| \| \| \| 3 \| Аргентина Україна \| Хорхеліна Краверо Альона Бондаренко \| 1 6 \| 2 6 \| \| \| \| 4 \| Аргентина Україна \| Аранса Салут Ольга Савчук \| 2 6 \| 1 6 \| \| \| \| 5 \| Аргентина Україна \| Марія Ірігоєн / Паула Ормаечеа Марія Коритцева / Ольга Савчук \| 2 6 \| 0 6 \| \| \| | | |               |     |     |  |
| | | | 1             | 2   | 3   |  |
| 1 | Аргентина Україна                                                                                   | Хорхеліна Краверо Марія Коритцева                                                                   | 6 4           | 5 7 | 2 6 |  |
| 2 | Аргентина Україна                                                                                   | Марія Ірігоєн Альона Бондаренко                                                                     | 3 6           | 3 6 |     |  |
| 3 | Аргентина Україна                                                                                   | Хорхеліна Краверо Альона Бондаренко                                                                 | 1 6           | 2 6 |     |  |
| 4 | Аргентина Україна                                                                                   | Аранса Салут Ольга Савчук                                                                           | 2 6           | 1 6 |     |  |
| 5 | Аргентина Україна                                                                                   | Марія Ірігоєн / Паула Ормаечеа Марія Коритцева / Ольга Савчук                                       | 2 6           | 0 6 |     |  |